# Uromedina rufipes
Uromedina rufipes är en tvåvingeart som beskrevs av Hiroshi Shima 1985. Uromedina rufipes ingår i släktet Uromedina och familjen parasitflugor. Inga underarter finns listade i Catalogue of Life.